# Gens Decia

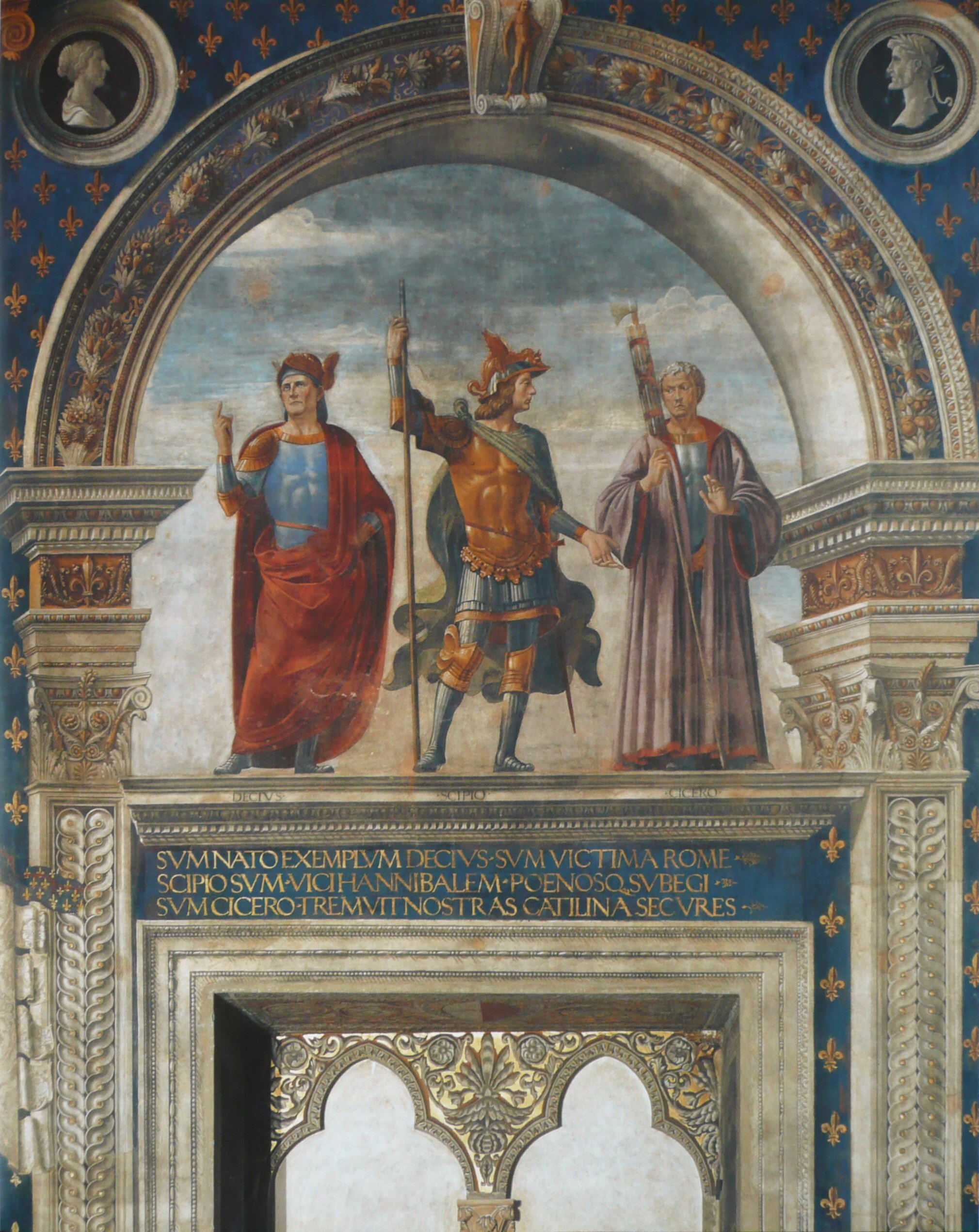
Domenico Ghirlandaio, Tres héroes de la antigüedad. Decio Mus, Escipión el Africano, Cicerón (década de 1480) Palazzo Vecchio

La gens Decia fue una familia plebeya de la antigüedad, que se convirtió en ilustre en la historia romana, cuando dos de sus miembros se sacrificaron para la preservación de su país. El primero conocido de la familia fue Marcus Decius, escogido como representante de los plebeyos durante la secesión de 495 a. C.

## Origen
Decius es la forma latina del praenomen Osco Dekis, o su equivalente gentil, Dekiis. El praenomen mismo es el equivalente osco del nombre latino Decimus, y por ello el nomen Decius es cognado con el latino Decimius. De esto, se puede suponer que los Decii eran de extracción osca, quizás surgiendo de la porción sabina de los habitantes originales de Roma. De cualquier manera, estaban ya en Roma en los años más tempranos de la República, cuando uno de ellos fue escogido para representar a los plebeyos durante la primera secesión en 495 a. C.

## Praenomina utilizados
Los praenomina asociados con los Decii son Marcus, Publius, y Quintus, de los cuales, Publius es el más famoso, debido a su asociación con los dos cónsules que se inmolaron para obtener la victoria para los soldados bajo su mando.

## Ramas y cognomina
Los únicos cognomina conocidos de esta gens son Mus and Subulo. Mus, fue el nombre de una familia conocida en la historia romana por los dos cónsules anteriormente mencionados, que salvaron a la República.